# رسم الورد
رسم الورد (به عربی: رسم الورد) یک روستا در سوریه است که در ناحیه حمرا واقع شده‌است. رسم الورد ۴۸۳ نفر جمعیت دارد.